# Utricularia albertiana
Utricularia albertiana — вид рослин із родини пухирникових (Lentibulariaceae).

## Етимологія
Видовим епітетом вшановано професора Віктора А. Альберта, ботаніка та еволюційного біолога на кафедрі біологічних наук Університету Буффало, Університет штату Нью-Йорк, який зробив величезний внесок у наше розуміння роду Utricularia.

## Біоморфологічна характеристика
Дрібна водна однорічна рослина. Ризоїди численні, капілярні, прості, у довжину до 8 мм, у товщину 0.2 мм. Столони нечисленні, капілярні, у товщину 0.1–0.15 мм, розгалужені, у довжину до 25 мм, довжиною міжвузля 5–8 мм. Листки нечисленні; пластинка зворотнояйцеподібна чи вузько-зворотнояйцеподібна, 1.5–3.5 × 0.5–1.3 мм, верхівка закруглена. Пастки нечисленні, яйцеподібні, 0.85–1.4 мм завдовжки, рот збоку, спинний відросток зменшений до невеликої горбка чи 0.5–1.0 мм завдовжки, бічні придатки довгі капілярні чи сильно зменшені. Суцвіття прямовисне, одиночне 60–120 мм завдовжки. Квітка 1, 4–5 мм завдовжки (без придатків). Частки чашечки нерівні; верхня частка ≈ 2 мм завдовжки, 1,2 мм завширшки, довгаста, сильно опукла з закругленою верхівкою; нижня частка ≈ 1.2 мм завдовжки, 0.7 мм завширшки, яйцеподібна, злегка опукла з роздвоєною верхівкою. Віночок від червонувато-коричневого до абрикосового; верхня губа пряма, довжиною 4.5–5 мм, зворотнояйцеподібна, сильно опукла, на внутрішній верхній поверхні залозиста; нижня губа 5-долькова. Коробочка яйцеподібна, ≈ 1.2 мм в діаметрі. Насіння яйцеподібне 0.16–0.2 мм завдовжки. Пилок ≈ 24 × 27 мкм. Квіти і плоди реєструються в період з лютого по квітень.

## Середовище проживання
Вид росте у Західній Австралії.
Зустрічається в мілководних басейнах.